# Vicky Astori
Vicky Astori o Bicky Astori (n. Beatriz Accarini en Parma, Italia; 1912 - Buenos Aires, Argentina; 19 de noviembre de 1968) fue una actriz italiana que hizo su carrera en Argentina.

## Carrera
Vicky Astori fue una actriz de nacionalidad italiana que en su país integró compañías de operetas, hasta que viajó a la Argentina en 1936, iniciando su actuación en el Teatro Maipo. Luego pasó por otros teatros como el Casino, el Marconi y el Astral. Hizo toda clase de teatro, desde la opereta al drama.
En operetas argentinas trabajó en orquestas dirigidas por importantes directores como Juan Travé y Giovanni Quaranta, compartiendo escenas cono actores como Aída Alba, Olga Castagnetta, Ángela Marini, Nené Piantanelli, Leonor Ferrari, Alba Regina, Ester Ribelli y Lydia Rossi, entre otras.
Actuó junto a actores y actrices de la época dorada del cine argentino como fueron Luis Arata, Cayetano Biondo, Augusto Codecá, Margarita Corona, Irma Córdoba, Norma Giménez, Ricardo Passano, Tito Lusiardo, Rosa Catá, Eduardo Sandrini, Niní Marshall, Juan Pecci, Aída Luz y Jorge Luz, Héctor Quintanilla, Hugo del Carril, María Esther Gamas, entre muchos otros.
En algunos créditos de las películas solía aparecer con el apodo de Bicky.

### Filmografía
- 1940: Los celos de Cándida
- 1941: El mozo número 13
- 1941: Napoleón
- 1941: Yo quiero morir contigo como Anita
- 1941: Cuando canta el corazón como Gloria Norton
- 1950: Fuego sagrado
- 1955: La novia
- 1958: El festín de Satanás
- 1963: Un italiano en la Argentina
- 1961: Los hampones (filmada en 1955)[3]

### Televisión
- 1954: Mi camarín, novela junto con Nedda Francy, Esteban Serrador, Jorge Rigaud, Enrique Chaico, Pascual Nacaratti, Frank Nelson, Adolfo Linvel y Daniel de Alvarado.
- 1954: Siete vidas de mujer, junto con  María Esther Buschiazzo, Patricia Castell, María Luisa Robledo, Martha Viana, Perla Santalla y Menchu Quesada.
- 1967: Ciclo de Teatro Universal
- 1964/1968: El amor tiene cara de mujer, emitida por Canal 13, y protagonizada por Iris Lainez, Bárbara Mujica, Delfy de Ortega, Angélica López Gamio y Claudia Lapacó.[4]

## Teatro
- El embrujo del tango (1952)
- El misterio de la alegría, del dolor y de la gloria (Misterio del Gaudio, del Dolore e della Gloria) (1958)[5]
- Stéfano (1967),  célebre grotesco de Armando Discépolo, junto a Carlos Muñoz

## Fallecimiento
La actriz Vicky Astori falleció el martes 19 de noviembre de 1968 luego de una larga enfermedad. Sus restos descansan en el panteón de SADAIC de la Asociación Argentina de Actores del Cementerio de la Chacarita. Tenía 56 años.